# Rudolf Frey
Rudolf Frey (1846 Württembersko - 9. listopadu 1908 Vídeň) byl rakouský železniční inženýr a architekt. Působil jako hlavní architekt Rakouské severozápadní dráhy a jako zkušený architekt byl spolu s Carlem Schlimpem autorem řady výkresů normálií stavebních plánů budov této dráhy a jejich detailů. K jeho stavbám patří historická budova Rakouské severozápadní dráhy na nádraží Děčín východ (tzv. Dolní nádraží, 1873), nádraží v Ústí nad Orlicí (1874) a prodejna dobytka ve Vídni (Rinderverkaufshalle, 1879-1879).